# NGC 7187
NGC 7187 este o galaxie situată în constelația Peștele Austral. A fost descoperită în 1886 de către Francis Leavenworth. Se află la o distanță de 38,53 de megaparseci de Pământ.